# Haplochromis prodromus
Haplochromis prodromus är en fiskart som beskrevs av Trewavas, 1935. Haplochromis prodromus ingår i släktet Haplochromis och familjen Cichlidae. IUCN kategoriserar arten globalt som otillräckligt studerad. Inga underarter finns listade i Catalogue of Life.